# Бушевець
Бушевець (хорв. Buševec) — населений пункт у Хорватії, у Загребській жупанії у складі міста Велика Гориця.

## Населення
Населення за даними перепису 2011 року становило 886 осіб.
Динаміка чисельності населення поселення:

## Клімат
Середня річна температура становить 10,69 °C, середня максимальна – 25,23 °C, а середня мінімальна – -6,35 °C. Середня річна кількість опадів – 889 мм.
| Клімат поселення                              | Клімат поселення | Клімат поселення | Клімат поселення | Клімат поселення | Клімат поселення | Клімат поселення | Клімат поселення | Клімат поселення | Клімат поселення | Клімат поселення | Клімат поселення | Клімат поселення | Клімат поселення |
| Показник                                      | Січ.             | Лют.             | Бер.             | Квіт.            | Трав.            | Черв.            | Лип.             | Серп.            | Вер.             | Жовт.            | Лист.            | Груд.            |                  |
| Середній максимум, °C                         | 6,28             | 8,39             | 12,97            | 17,36            | 22,25            | 25,23            | 24,53            | 23,84            | 20,01            | 14,84            | 9,01             | 4,99             |                  |
| Середня температура, °C                       | −0,03            | 2,09             | 6,68             | 11,04            | 15,93            | 18,91            | 20,61            | 19,92            | 16,08            | 10,90            | 5,10             | 1,06             |                  |
| Середній мінімум, °C                          | −6,35            | −4,21            | 0,36             | 4,73             | 9,60             | 12,61            | 16,67            | 15,99            | 12,18            | 6,97             | 1,16             | −2,85            |                  |
| Норма опадів, мм                              | 53               | 50               | 59               | 70               | 77               | 91               | 80               | 87               | 84               | 85               | 88               | 65               |                  |
| Середньомісячна швидкість вітру, м/с          | 1.70             | 1.90             | 2.31             | 2.20             | 2.02             | 1.90             | 1.80             | 1.70             | 1.62             | 1.70             | 1.80             | 1.80             |                  |
| Середньомісячна сонячна радіація, кДж/м²·день | 4180             | 6874             | 10554            | 14990            | 19195            | 21157            | 22058            | 19379            | 14205            | 8737             | 4604             | 3380             |                  |
| --------------------------------------------- | ---------------- | ---------------- | ---------------- | ---------------- | ---------------- | ---------------- | ---------------- | ---------------- | ---------------- | ---------------- | ---------------- | ---------------- | ---------------- |
| Джерело:                                      |                  |                  |                  |                  |                  |                  |                  |                  |                  |                  |                  |                  |                  |